# Ryszard Sorokosz

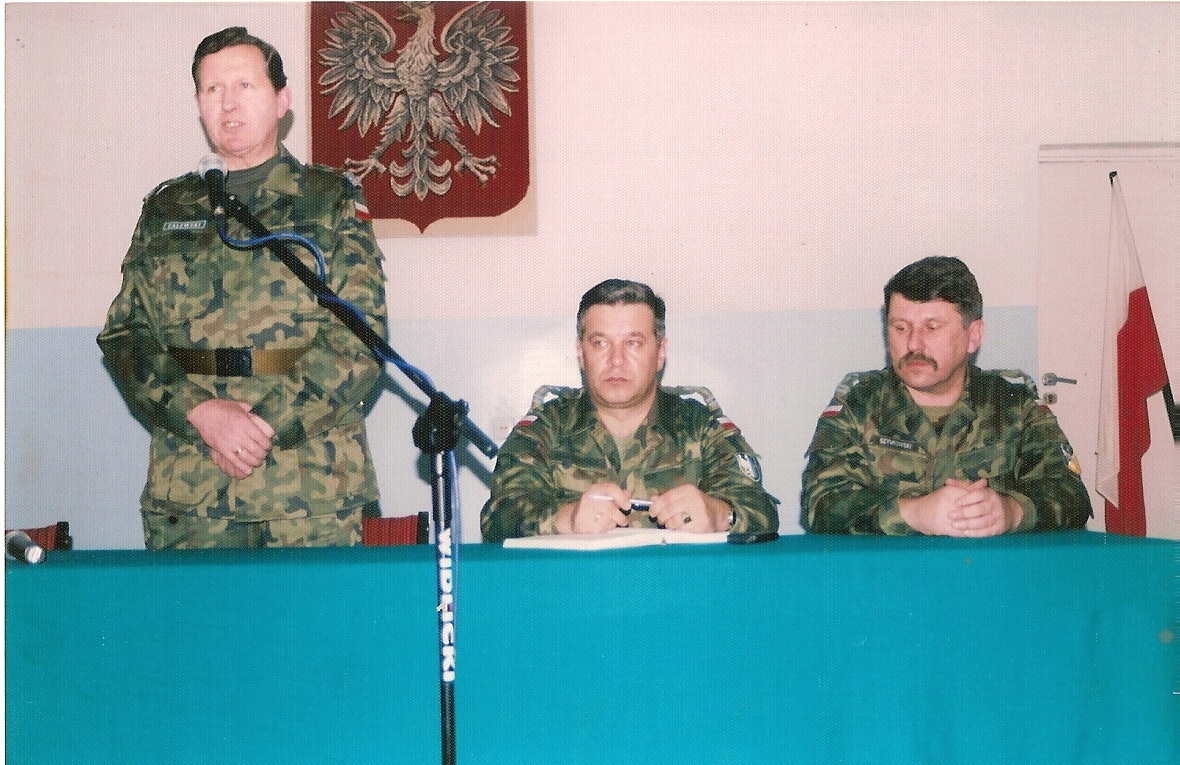
płk Sorokosz (w środku) w 4 BKPanc

Ryszard Sorokosz (ur. 27 marca 1956 w Świętajnie na Podlasiu) – generał dywizji Wojska Polskiego.

## Życiorys
W latach 1975–1979 był podchorążym Wyższej Szkoły Oficerskiej Wojsk Pancernych im. Stefana Czarnieckiego w Poznaniu. Zawodową służbę wojskową rozpoczął od stanowiska dowódcy plutonu, a następnie kompanii i batalionu w 68 pułku czołgów średnich w Budowie. W latach 1985–1988 był słuchaczem Akademii Wojsk Pancernych im. marszałka Rodiona Malinowskiego w Moskwie. Po ukończeniu studiów i uzyskaniu tytułu oficera dyplomowanego, zajmował kolejno stanowiska: szefa sztabu 1 Warszawskiego pułku czołgów średnich im. Bohaterów Westerplatte w Elblągu (1988–1989), szefa sztabu 100 pułku zmechanizowanego im. Bohaterów Westerplatte w Elblągu (1989–1991), dowódcy 100 pułku zmechanizowanego w Elblągu (1991–1994), dowódcy 14 Brygady Zmechanizowanej w Elblągu (1994–1995) i dowódcy 9 Brygady Kawalerii Pancernej w Braniewie (1995–1999). W 1999 roku został wyznaczony na stanowisko szefa sztabu 15 Warmińsko-Mazurskiej Dywizji Zmechanizowanej im. Króla Władysława Jagiełły w Olsztynie, a po jej rozformowaniu w 2000 roku, szefa sztabu 16 Pomorskiej Dywizji Zmechanizowanej im. Króla Kazimierza Jagiellończyka w Elblągu. W lipcu 2001 roku, po ukończeniu Podyplomowych Studiów Operacyjno-Strategicznych w Akademii Obrony Narodowej w Rembertowie objął stanowisko szefa Oddziału Planowania Operacyjnego w Zarządzie Planowania Operacyjnego Generalnego Zarządu Operacyjnego P-3 Sztabu Generalnego WP. W lutym 2002 roku został zastępcą szefa Zarządu Planowania Operacyjnego Generalnego Zarządu Operacyjnego P-3 Sztabu Generalnego WP.
15 sierpnia 2002 roku Prezydent RP, Aleksander Kwaśniewski wręczył mu nominację na generała brygady, a 20 sierpnia 2002 roku objął stanowisko zastępcy dowódcy 16 Pomorskiej Dywizji Zmechanizowanej im. Króla Kazimierza Jagiellończyka w Elblągu.
15 sierpnia 2005 roku Prezydent RP, Aleksander Kwaśniewski wręczył mu nominację na generała dywizji, a następnego dnia objął dowództwo nad tym związkiem taktycznym.
Generał Sorokosz był również zastępcą dowódcy III zmiany Polskiego Kontyngentu Wojskowego (sierpień 2004 – luty 2005) działającego w ramach misji stabilizacyjnej w Republice Iraku. Odpowiadał tam m.in. za przygotowanie infrastruktury i nowej bazy Echo w Ab Diwaniji w związku z likwidacją dotychczasowej bazy Alfa w Babilonie.
W wyniku obrony dysertacji doktorskiej nt.: Ochrona środowiska w działalności Sił Zbrojnych RP, uzyskał stopień naukowy doktora.
W latach 2007–2009 był Szefem Szkolenia Wojsk Lądowych a w latach 2010–2012 pełnił funkcję zastępcy dowódcy Wielonarodowego Korpusu Północno-Wschodniego w Szczecinie.
Od listopada 2012 był dyrektorem Departamentu Bezpieczeństwa, Zarządzania Kryzysowego i Ochrony Informacji Niejawnych Urzędu Miejskiego w Elblągu. Obecnie pełni obowiązki Pełnomocnika Prezydenta ds Kombatantów i Współpracy z Wojskiem. W 2013 r. założył Elbląskie Stowarzyszenie Generałów i Oficerów Starszych Wojska Polskiego, którego w chwili obecnej jest Prezesem.

## Awanse
- generał brygady – 2002[1]
- generał dywizji – 2005[2]

## Ordery i odznaczenia
- Krzyż Kawalerski Orderu Odrodzenia Polski – 2003[3]
- Złoty Krzyż Zasługi – 1995[4]
- Gwiazda Iraku – 2011[5]
- Złoty Medal „Siły Zbrojne w Służbie Ojczyzny”
- Srebrny Medal Siły Zbrojne w Służbie Ojczyzny
- Brązowy Medal Siły Zbrojne w Służbie Ojczyzny
- Złoty Medal „Za zasługi dla obronności kraju”
- Medal Pamiątkowy Wielonarodowej Dywizji Centrum-Południe w Iraku
- Odznaka honorowa "Husarz Polski" (nr 8) – 2005[6][7]
- Krzyż Honoru Bundeswehry w Złocie – Niemcy, 2012[8]